# Takeru Kobayashi

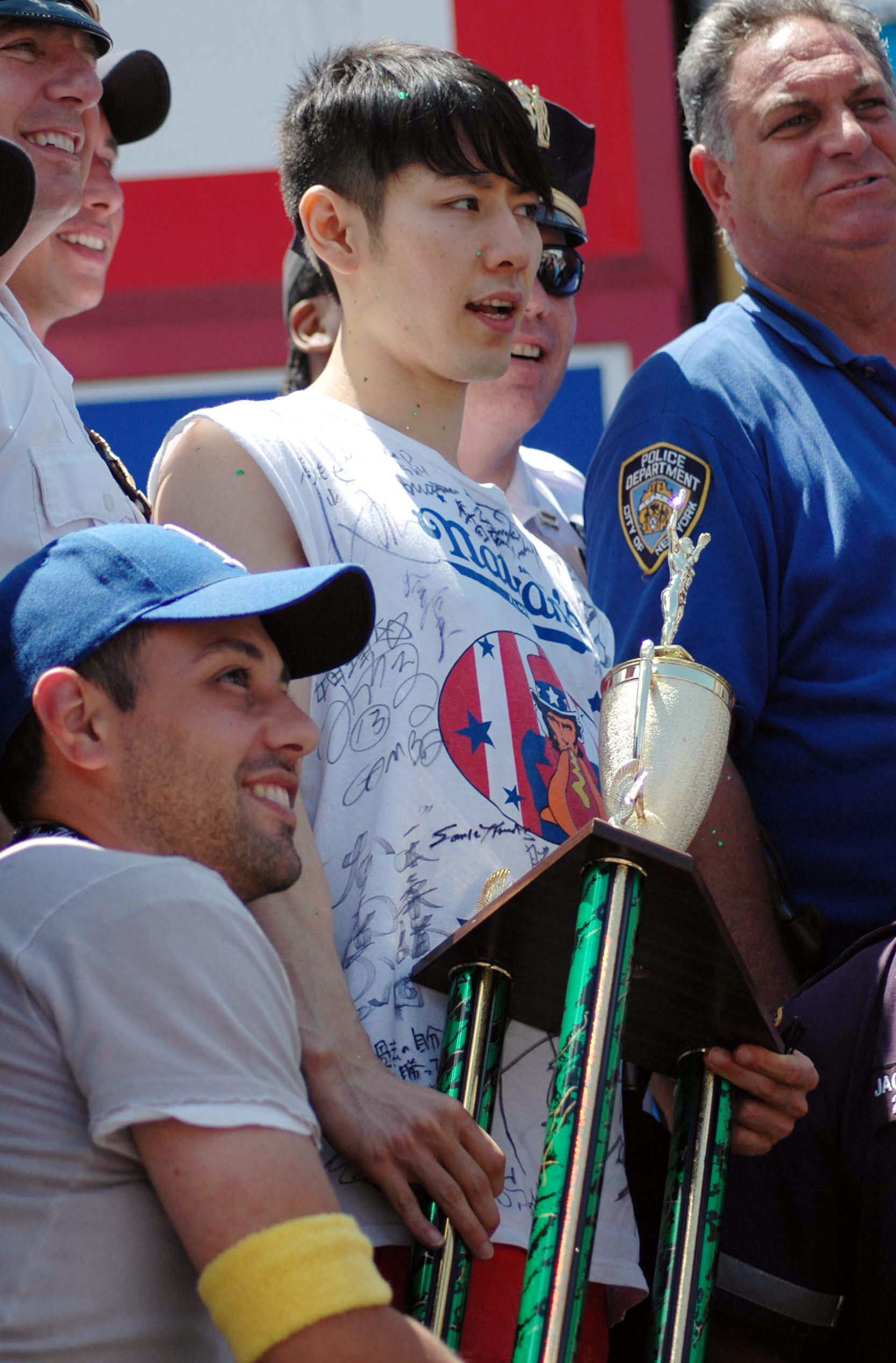
Takeru Kobayashi

Takeru Kobayashi (jap. 小林 尊, Kobayashi Takeru; * 15. März 1978 in Nagano, Präfektur Nagano) ist ein japanischer Wettkampfesser. Er war mehrfach Gewinner des Internationalen Hot-Dog-Wettessens, das jährlich von der US-amerikanischen Fastfood-Kette Nathan’s Famous veranstaltet wird und zu den bekanntesten Wettessen in den Vereinigten Staaten gehört. Für nahezu sechs Jahre hielt er den Weltrekord für die meisten verzehrten Hot Dogs in einer gesetzten Zeit. Außerdem hält er mehrere andere Weltrekorde, darunter für den Verzehr von Pasta, Fleischklößen, Hamburgern und Twinkies.

## Karriere
Der in Japan bereits berühmte Takeru Kobayashi wurde in den USA bekannt, als er erstmals am 4. Juli 2001 an dem Internationalen Hot-Dog-Wettessen teilnahm und in der gesetzten Zeit von 12 Minuten 50 Hot Dogs verzehrte. Er verdoppelte damit den bestehenden Rekord von 25 Hot Dogs. Die große Anzahl der verzehrten Hot Dogs war so unerwartet, dass den Organisatoren des Wettessens die Plakate ausgingen, die die Anzahl der verzehrten Hot Dogs anzeigten. Er gewann diese Veranstaltung sechsmal hintereinander von 2001 bis 2006.
Im selben Jahr fand außerdem Glutton Bowl statt, eine zweistündige Spezialveranstaltung der IFOCE, bei der es neben dem Essen von Hotdogs auch um Gehirne ging. Kobayashi gewann dieses Wettessen mit 31 Hotdogs und 55 Gehirnen.
2003 trat er in der Sendung Man vs. Beast des FOX Channels auf, bei dem er gegen einen Kodiakbären im Würstchenwettessen antrat. Dabei aß er 31 in zwei Minuten und 36 Sekunden im Gegensatz zu den 50 des Bären.
2006 aß er während der Krystal Square Off 97 Hamburger und damit 28 mehr als 2004 während der Aufstellung des Weltrekordes.
Während eines Wettessens in Hongkong am 13. August 2005 verzehrte Kobayashi 83 vegetarische Jiaozi-Klöße in 8 Minuten. Am nächsten Tag aß er 100 Baozis in 12 Minuten. Außerdem entschied er 2005 Alka-Seltzer US Open of Competitive Eating für sich, einen dreistündigen Ausscheidungswettkampf der IFOCE, der auf ESPN ausgestrahlt wurde.
Am 5. August 2006 stellte er einen weiteren Weltrekord während der Weltmeisterschaft im Bratwurst-Essen in Sheboygan, Wisconsin auf, als er 58 Bratwürste in 10 Minuten verschlang und somit den alten Rekord von 35 übertraf, der von Sonya Thomas aufgestellt worden war.
Am 23. September 2006 aß er während des Phantom Food Festivals in Boston, Massachusetts, 41 „Summer-Shack“-Hummerrollen in 10 Minuten und brach somit den alten Weltrekord von 22.
Weitere von ihm aufgestellte Weltrekorde sind: 17,7 Pfund (ca. 8 kg) Kuhgehirn in 15 Minuten und 20 Pfund (9 kg) Reisbälle in 30 Minuten.
Am 4. Juli 2007 aß er während des Internationalen Hotdog-Wettessens eine persönliche Bestzahl von 63 Hotdogs, die jedoch von Joey Chestnut überboten wurde, der 66 verzehrte.
Im Juli 2009 reiste Kobayashi für einen von Taco Bell veranstalteten Wettkampf nach Puerto Rico und verzehrte 64 Tacos in 15 Minuten für einen örtlichen Wohltätigkeitsverein.
Am 28. Juni 2010 verkündete Kobayashi, dass er nicht am Internationalen Hotdog-Wettessen teilnehmen werde, da er einen exklusiven Vertrag von Major League Eating nicht unterschreiben wolle, der ihn davon abgehalten hätte, an Wettkämpfen teilzunehmen, die nicht von Major League Eating veranstaltet werden.
Am 4. Juli 2011 behauptete Kobayashi, 69 Hotdogs gegessen und einen neuen Weltrekord aufgestellt zu haben. Ein Video von Kobayashis Versuch zeigte jedoch klar eine falsche Zählung, da er erstens die Hälfte eines Hotdogs hinter dem Tisch versteckt hatte und zweitens mehrfach, u. a. von CNBC, bestätigt wurde, dass Kobayashi 65 und nicht 69 gegessen hatte.
Am 5. September 2011 nahm Kobayashi an einem anderen Hotdog-Wettessen teil, bei dem er 49 Hotdogs in 10 Minuten aß.
Am 23. Januar 2012 trat Kobayashi in der Wendy Williams Show auf, um für die „Rettet-die-Twinkies“-Kampagne einen neuen Weltrekord für die meisten Twinkies in einer Minute aufzustellen, was ihm mit 14 Stück auch gelang.
Am 3. Februar 2012 stellte er während des Wing Bowl XX im Wells Fargo Center in Philadelphia einen Rekord von 337 Hähnchenflügeln auf.

## Training und Techniken
Kobayashi trainiert, indem er immer größer werdende Mahlzeiten zu sich nimmt und sich körperlich betätigt, um sicherzustellen, dass sein Magen nicht durch Bauchfett am Expandieren gehindert wird.
Sein Markenzeichen ist das Wackeln mit dem Körper (der Kobayashi-Shake), um Nahrung durch die Speiseröhre zu zwängen und kompakter in seinem Magen zu verstauen.